# اوآخاکا د خوارز
وَهاکا د خوارز (به اسپانیایی: Oaxaca de Juárez) یک شهر مکزیک، مرکز ایالت وهاکا و بزرگترین شهر آن است. این شهر به همراه کوه آلبان در فهرست میراث جهانی یونسکو ثبت شده است.
جمعیت حومه و شهر ۶۵۰،۰۰۰ نفر و جمعیت کلانشهر برابر با ۳۰۰،۰۵۰ نفر است (برآورد سال ۲۰۱۴).